# 穆罕默德·薩迪克·桑吉拉尼
穆罕默德·萨迪克·桑吉拉尼（1978年4月14日—）是巴基斯坦政治家，现任巴基斯坦参议院第八届主席。2018年3月12日，他宣誓就任巴基斯坦参议院议员和主席。他是巴基斯坦参议院第一位来自俾路支省的主席，也是有史以来最年轻的主席。

## 早期生活和教育
桑吉拉尼于1978年4月14日出生于俾路支省诺贡迪。
他在诺贡迪接受了早期教育，然后搬到伊斯兰堡，在那里获得了硕士学位。又有报道说他是在俾路支大学获得了文学硕士学位。

## 政治生涯
1998年，桑贾尼作为时任总理納瓦茲·謝里夫团队的协调员开始了他的政治生涯，他在那一直工作到1999年巴基斯坦政變。
2008年，他被任命为优素福·拉扎·吉拉尼总理秘书处投诉办公室的负责人，在那任职了五年。
在萨努拉·汗·泽里担任俾路支省首席部长期间，桑贾尼仍然是他的特别助理。
在2018年的巴基斯坦参议院选举中，桑贾尼作为来自俾路支省的独立候选人当选为巴基斯坦参议员。 2018年3月12日，他宣誓就任参议员。 同一天，他当选为巴基斯坦参议院第八届主席。 他赢得了共103张选票中的57张，击败了巴基斯坦穆斯林联盟（谢里夫派）的候选人拉贾·扎法鲁尔·哈克，后者获得了46张选票。巴基斯坦人民党、统一民族运动党、巴基斯坦正義運動和来自俾路支省和联邦直辖部落地区的无党籍参议院投票选举 桑贾尼为主席。他成为有史以来第一位来自俾路支省的参议院主席，以39岁时成为有史以来最年轻的参议院主席。 在当选为参议院主席之前，他在巴基斯坦政治光谱中的知名度相对较低。
2018年9月，桑贾尼在国民议会成立100周年前夕发表讲话。